# Josselin de Dinan
Josselin de Dinan (ou parfois Josce de Dinan, ; † 1166) est un baron anglo-normand de la période de la guerre civile, qui opposa Étienne de Blois à sa cousine Mathilde pour la succession au trône d’Angleterre. Josselin n'était qu'un seigneur parmi d'autres des marches galloises lorsqu’Étienne le maria à la fille de Pain fitzJohn, union qui en faisait l'héritier du château de Ludlow. Cette forteresse, la plus solide des marches, était par là-même très convoitée, et immédiatement d'autres nobles du pays contestèrent son attribution : la faide qui s'ensuivit entre ces nobles forme la trame d’une chanson de geste postérieure, Fouke le Fitz Waryn, qui traite pour l'essentiel des aventures du fils aîné de Josselin, mais où certains détails de la vie de Josselin sont évoqués. Josselin perdit finalement Ludlow, mais bénéficia de compensations accordées par Mathilde et son fils, le roi Henri II, lequel devait succéder à Étienne en 1154.

## Origine
Josselin était le dernier fils de  Geoffroy Ier de Dinan et de Radegonde Orieldis, ses deux frères aînés étant Olivier de Dinan et Alain de Bécherel. Cette famille était originaire de Bretagne, et l’historienne Marjorie Chibnall décrit Josselin comme un « obscur aventurier breton. » Josselin quitta le Devon dans le sud de l'Angleterre, pour s'établir dans les marches galloises, car les seigneurs de Monmouth étaient aussi d'origine bretonne. Là, il se joignit à la cour du roi Étienne.

## Sa jeunesse
À la mort du roi Henri Ier en 1135, une guerre de succession opposa les neveux du roi, Étienne et son frère aîné, Thibaud II de Champagne— au dernier enfant légitime du monarque, Mathilde, généralement appelée Mathilde l'Emperesse en référence à son premier mariage avec l’empereur, Henri V. En effet, Guillaume, unique fils légitime du roi Henri, était mort en 1120. Devenue veuve en 1125, Mathilde était retournée chez son père, qui l'avait mariée au comte Geoffroy d’Anjou. Tous les barons d'Angleterre et de Normandie avaient dû prêter serment de vassalité à Mathilde en tant qu'héritière de Henri, mais en 1135 Étienne avait traversé la Manche et s'était fait couronné roi, prenant de court Thibaud et Mathilde. Les barons normands reconnurent Étienne comme duc de Normandie, et Thibaud se contenta de ses possessions en France. Mais Mathilde était d'un tempérament moins sanguin ; elle s'assura de l'appui de son oncle maternel, le roi David Ier d'Écosse, puis en 1138 de celui de son demi-frère, Robert de Gloucester, l'un des bâtards de Henri Ier. À leur tour, les nobles des marches galloises se soulevèrent contre Étienne en 1136, mais leur action ne devait commencer qu'à partir de 1138. En 1139, Mathilde et Robert de Gloucester envahirent le sud de l'Angleterre : c'était le début d'un guerre civile.

## Seigneur de Ludlow

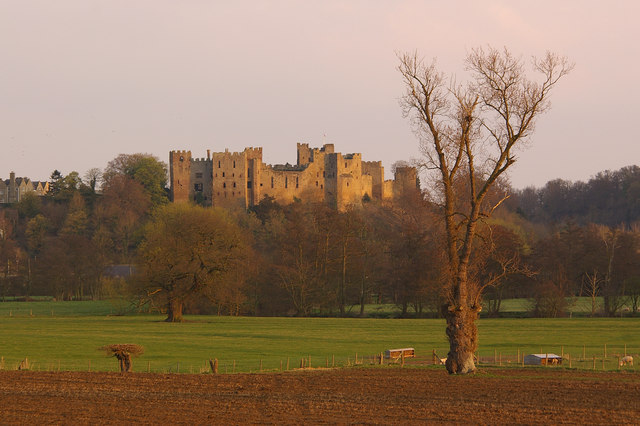
Ruines du château de Ludlow : cette forteresse était l'un des châteaux de Josselin.

Ludlow était la place-forte stratégique pour le contrôle des marches galloises. Le dernier seigneur de l'endroit, Pain fitzJohn, était mort en 1137 et sa veuve, Sybille de Lacy, avait défendu la forteresse contre les troupes du roi jusqu'en 1139. Vaincue, Étienne décida de la marier à un homme de confiance : ce fut Josselin, qui devint ainsi baron des marches et seigneur du château, construit au XIe siècle. Selon le poème Fouke le Fitz Waryn la ville de Ludlow s'appelait alors Dinham « depuis très longtemps. » L’étymologie du toponyme de « Dinhan » demeure incertaine, et on a suggéré que ce mot pourrait être d’origine saxonne, encore qu'il est possible que la ville ait pris le nom de Josselin de Dinan. Josselin hérita tout aussi certainement des autres terres de la famille de Lacy dans le sud du Shropshire, mais il se souleva à son tour contre Étienne et fortifia Ludlow en prévision d'une campagne du roi. Les positions de Josselin étaient si fortes que lorsque le roi Étienne gratifia Robert de Beaumont de la plupart des terres du pays, Ludlow n'en faisait pas partie. Mais Étienne promit à Robert une option sur le château de Ludlow s'il parvenait à obtenir de Josselin serment de vassalité.
La propriété de Ludlow était revendiquée non seulement par Étienne mais aussi par un descendant direct des premiers seigneurs de l'endroit, Gilbert de Lacy. Gilbert réclamait le château en tant que parent de Sybille de Lacy. Parmi les autres seigneurs des marches convoitant la terre de Ludlow, il y avait aussi Hugues de Mortemer. Selon la Chronique de l’Abbaye de Wigmore, peu après septembre 1148, Josselin captura Hugues de Mortemer, le retint captif à Ludlow, exigea de lui une rançon de 3 000marcs d'argent ainsi que « son argenterie, ses chevaux, et ses oiseaux. » Selon toute vraisemblance, Hugues de Mortemer put rassembler la rançon, car il est mentionné dans les années suivantes comme un homme libre.
Mais dans le temps que Josselin était absent de Ludlow, Gilbert de Lacy s'était emparé du château. Josselin dut en refaire le siège; mais en vain ; il se replia à Lambourn avec ses troupes. Bien qu'on ignore la date exacte de ces événements, cela dut survenir autour de 1150 ou même un peu auparavant. Mathilde dédommagea Josselin de quelques terres autour de Lambourn après la perte de Ludlow. Par la suite il reçut de nouvelles terres dans le Berkshire de Henri II (couronné roi en 1154), le fils de Mathilde, en compensation de la perte de Ludlow : ainsi en 1156, Josselin possédait des terres dans le Berkshire, le Wiltshire, le Hampshire, le Devonshire et le Somerset. Ces propriétés comprenaient le manoir de Lambourn, d'un rapport de £76 par an, ainsi que le manoir de Stanton (aujourd'hui manoir de Stanton Fitzwarren dans le Wiltshire), sans compter d'autres terres éparses à travers d’autres comtés.
Josselin mourut en 1166, laissant deux filles : Sybille († 1212), qui épousa Hugues de Pulgenet, et Hawise, qui épousa Foulque FitzWarin († 1197). En 1199, ses deux filles réclamèrent, mais en vain, au roi la terre et le château de Ludlow.

## La chanson de geste
Le petit fils aîné de Josselin, Foulque fitzWarin († 1258), est presque certainement le héros d’un roman en vers perdu du XIIIe siècle, Fouke le Fitz Waryn. La trame de cette chanson de geste est tissée des tentatives de Gilbert de Lacy pour reprendre Ludlow à Josselin ; il ne nous reste du poème d’origine qu’une version en prose en ancien français, datant du XIVe siècle, compilée dans la Matière de Bretagne. 
Ce roman courtois parait mélanger les récits de deux périodes, celle où vécut Foulque, et celle de son grand-père. On trouve d'autres erreurs dans cette œuvre : les barons des marches galloises du règne du roi Henri sont identifiés à des compagnons de Guillaume le Conquérant, en sautant tout une génération des barons de fitzWarin. Quoique les chercheurs estiment que Fouke le Fitz Waryn s'inspire d'une tradition authentique, toutes ces confusions en font une source douteuse pour l’histoire médiévale.